# Liste der Stolpersteine in Korntal-Münchingen
In der Liste der Stolpersteine in Korntal-Münchingen sind alle
neun
Stolpersteine aufgeführt, die im Rahmen des Projekts des Künstlers Gunter Demnig am 2. Juli 2019 in Korntal-Münchingen verlegt wurden. Am Vorabend hielt Gunter Demnig im Gemeindezentrum der Brüdergemeinde einen Vortrag über das Stolpersteine-Projekt.

## Liste
Die Tabelle ist teilweise sortierbar; die Grundsortierung erfolgt alphabetisch nach dem Verlegeort. Die Spalte Person, Inschrift wird nach dem Namen der Person alphabetisch sortiert. Zusammengefasste Adressen von Verlegeorten zeigen an, dass mehrere Stolpersteine an einem Ort verlegt wurden.
| Bild | Person, Inschrift | Verlegeort                     | Verlegedatum | Information                         |
| ---- | --- | ------------------------------ | ------------ | ----------------------------------- |
|      | Hier lernte Immanuel Röder JG. 1916 Kriegsdienst verweigert verhaftet 1940 Zuchthaus Brandenburg Todesurteil Sept. 1940 Enthauptet 17.10.1940 | Johannes-Daur-Straße 6 (Lage)  | 2. Juli 2019 | Opferbiografie; vgl. Immanuel Röder |
|      | Hier wohnte Paula Köhler JG. 1891 Eingewiesen 1929 Heilanstalt Christophsbad 'Verlegt' 1.8.1940 Grafeneck Ermordet 1.8.1940 'Aktion T4'       | Kullenstraße 1 (Lage)          | 2. Juli 2019 | Opferbiografie                      |
|      | Hier wohnte Elisabeth Waidelich JG. 1896 Eingewiesen 1919 Anstalt Schwäbisch Hall 'Verlegt' 22.4.1941 Hadamar Ermordet 22.4.1941 'Aktion T4'  | Ludwigsburger Straße 20 (Lage) | 2. Juli 2019 | Opferbiografie                      |
|      | Hier wohnte Kurt Jacobi JG. 1882 Gedemütigt / Entrechtet Tot 6.5.1944                                                                         | Ludwigsburger Straße 33 (Lage) | 2. Juli 2019 | Opferbiografie                      |
|      | Hier wohnte Gerhard Jacobi JG. 1912 Gedemütigt / Entrechtet Tot 9.1.1943                                                                      | Ludwigsburger Straße 33 (Lage) | 2. Juli 2019 | Opferbiografie                      |
|      | Hier wohnte Theodor Kempf JG. 1918 Eingewiesen 1929 Anstalt Schwäbisch Hall 'Verlegt' 25.7.1940 Grafeneck Ermordet 25.7.1940 'Aktion T4'      | Mirander Straße 5 (Lage)       | 2. Juli 2019 | Opferbiografie                      |
|      | Hier wohnte Gottlob Traub JG. 1875 Eingewiesen 1899 Heilanstalt Winnental 'Verlegt' 23.7.1940 Grafeneck Ermordet 23.7.1940 'Aktion T4'        | Saalstraße 5 (Lage)            | 2. Juli 2019 | Opferbiografie                      |
|      | Hier wohnte Therese Alt JG. 1889 Eingewiesen 1916 Heilanstalt Markgröningen 'Verlegt' 10.3.1941 Hadamar Ermordet 10.3.1941 'Aktion T4'        | Saalstraße 13 (Lage)           | 2. Juli 2019 | Opferbiografie                      |
|      | Hier wohnte Gottlieb Hille JG. 1900 Eingewiesen 1935 Heilanstalt Weissenau 'Verlegt' 9.9.1940 Grafeneck Ermordet 9.9.1940 'Aktion T4'         | Warthstraße 8 (Lage)           | 2. Juli 2019 | Opferbiografie                      |